# 約翰·斯坦利·普拉斯基特
約翰·斯坦利·普拉斯基特 CBE FRS（1865年11月17日—1941年10月17日）是一名加拿大天文學家。

## 職業生涯

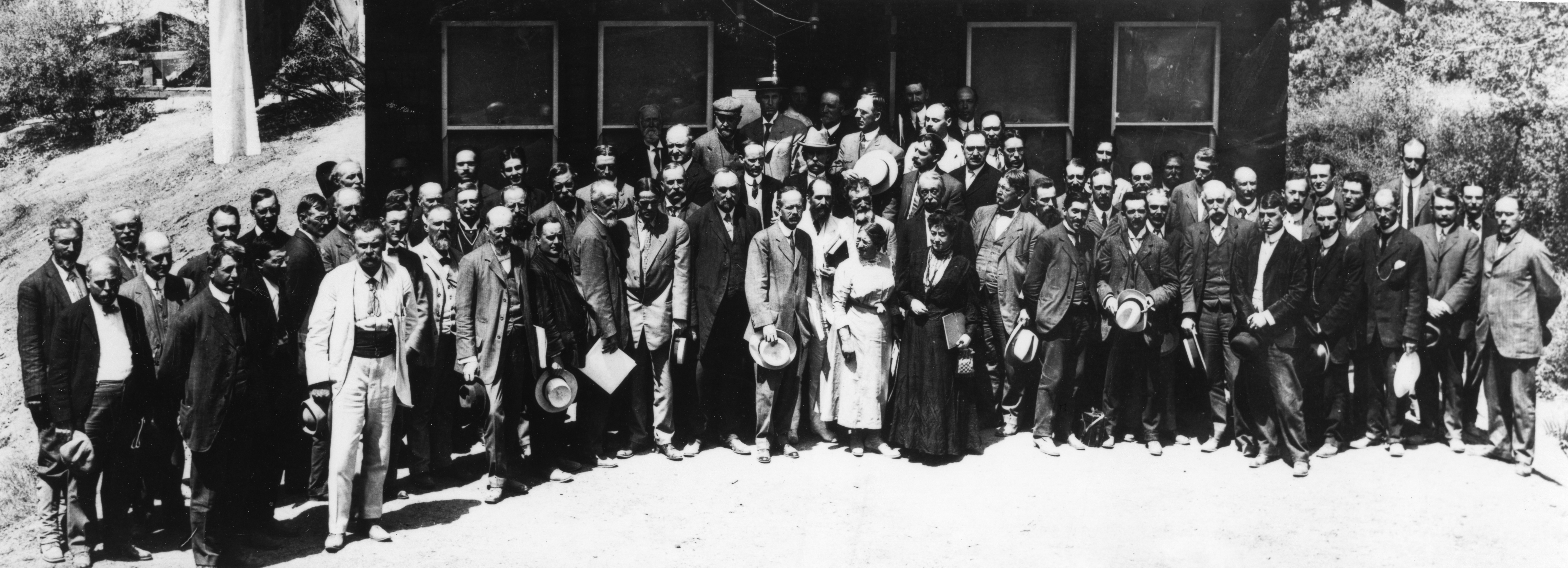
普拉斯基特在威爾遜山天文台舉行的太陽研究合作國際聯盟第四次會議上，1910年

普拉斯基特曾是一名機械師，後來在多倫多大學物理系獲得一份機械師的工作，負責製造儀器並在講課時協助演示。他發現這份工作非常有趣，於是在30歲那年，他報讀了數學和物理學的本科課程。他在大學一直待到1903年，從事彩色攝影的研究。
他的正式天文生涯直到1903年才開始，當時他被任命為安大略省渥太華自治領天文台的工作人員。他測量了徑向速度，研究了光譜雙星，並首次對銀河結構進行了詳細分析。他的機械背景對於建造各種儀器非常有用。1917年，他成為不列顛哥倫比亞省維多利亞自治領天體物理天文台的第一任主任。

## 家族
他的兒子哈里·赫姆利·普拉斯基特在天文學領域也取得了巨大成功，1963年獲得英國皇家天文學會金質獎章，從而使普拉斯基特家族成為少數擁有超過一位金質獎章獲得者的家族之一。
2018年，恰逢自治領天體物理天文台成立一百週年，一本關於約翰·斯坦利·普拉斯基特的權威傳記出版。

## 榮譽

### 獲獎
- 英國皇家天文學會金質獎章（1930）[6]
- 倫福德獎（1930）[7]
- 布魯斯獎（1932）[8]
- 亨利·德雷伯獎章（1934）[9]
- 大英帝國司令勳章

### 命名
- NRC-HIA普拉斯基特獎學金[10]
- 普拉斯基特環形山
- 普拉斯基特山[11]
- 普拉斯基特獎章[12]
- 小行星2905
- 普拉斯基特星

## 外部連結

### 訃告
- MNRAS 102 (1942) 70
- Obs 64 (1941) 183 (one paragraph)
- PASP 53 (1941) 323